# Hofkapel
Een hofkapel (Latijn: capella palatina) kan verwijzen naar een kapel in een koninklijke of adellijke residentie (ook wel paleiskapel genoemd), of naar een muziekgezelschap verbonden aan een koninklijke of adellijke hofhouding.

## Paleiskapel

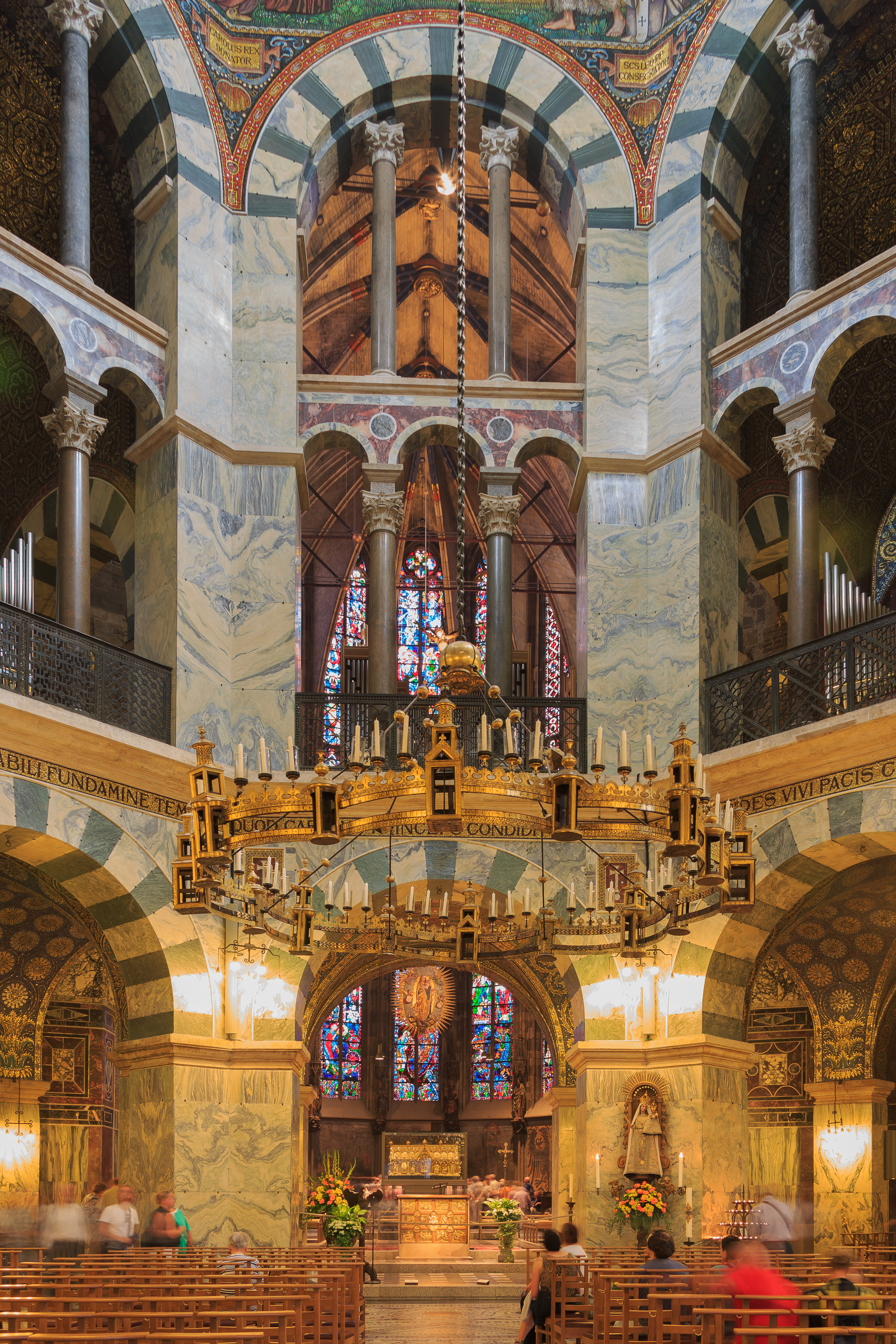
Interieur van de voormalige hofkapel van Aken uit 804 met de kenmerkende galerij

De oorsprong van het woord kapel gaat terug op de mantel van de heilige Martinus van Tours (316-397), beter bekend als Sint Maarten, die zijn halve mantel weggaf aan een bedelaar. De halve mantel, of wat daar voor doorging, werd bewaard als een relikwie en kwam in handen van de koningen van het Frankische Rijk.
Deze koningen namen de relikwie mee op hun veldtochten, waarbij hij bewaard werd in een tent. Naar de mantel (Latijn: cappa, verkleinwoord capella) kreeg ook deze tent de naam cappella of capella. Buiten oorlogstijd werd de relikwie van de mantel van Sint-Maarten bewaard in een ruimte in de koninklijke palts, die op dezelfde wijze de naam kapel, en wat meer specifiek hofkapel, kreeg.
Een van de oudste en bekendste hofkapellen is die van de voormalige Akense koningspalts van de Frankische keizer Karel de Grote (c.747-814). Hiervan is alleen de hofkapel bewaard gebleven en deze vormt nu de kern van de Dom van Aken. Sindsdien zouden in het christelijke Europa nagenoeg alle kastelen en paleizen een hofkapel krijgen, die bij kastelen vaak slotkapel genoemd wordt.
Afhankelijk van de middelen die een vorst ter beschikking had, werd zijn hofkapel uitgevoerd als een apart gebouw of een daarvoor bestemde ruimte in diens kasteel of paleis. Slotkapellen op kastelen werden vaak gewijd aan Sint Joris (Georg), de patroon van de ridders. Een bekend voorbeeld is de St. George's Chapel van Windsor Castle.
Naar het voorbeeld van de Akense paltskapel werd in Nijmegen de Valkhofkapel (tegenwoordig beter bekend als Nicolaaskapel) gebouwd. De vroegere Sint Maartenskapel fungeerde mogelijk ook enige tijd als hofkapel. Enkele andere voorbeelden in Nederland zijn:
- de Hofkapel bij het Kasteel van Breda
- de Hofkapel op het Binnenhof
- de Slotkapel van het kasteel van Egmond.

Kenmerkend voor veel hofkapellen voor de keizer en voor koningen was een verdieping met een galerij, waarop de monarch en zijn familie de mis konden bijwonen. Eeuwenlang werd de mis immers alleen bijgewoond en werd alleen in de Paastijd ter communie gegaan. In klooster- of kapittelkerken waar de koning of keizer onderweg verbleef, was vaak een vergelijkbare galerij aanwezig in het westwerk (zie bijvoorbeeld de troonloge in het westwerk van de Sint-Servaaskerk te Maastricht).
De Sainte-Chapelle in Parijs had een aparte benedenkapel voor het paleispersoneel, en een bovenkapel voor de koning. Een vergelijkbare dubbele kapel, maar dan bedoeld voor de Rooms-Duitse keizer, is onderdeel van de keizerpalts van Neurenberg.
Al vóór het ontstaan van de kapel aan het Frankische hof had keizer Constantijn de Grote (c.280-337) in zijn paleis in Constantinopel een ruimte die als zodanig dienstdeed en die ook hij in tentvorm meevoerde op veldtochten. Als privékapel van de paus werd in het jaar 583 het Heilige der Heiligen (Sancta Sanctorum) in het oude Lateraanse paleis in Rome genoemd.

## Hofkapel (muziek)

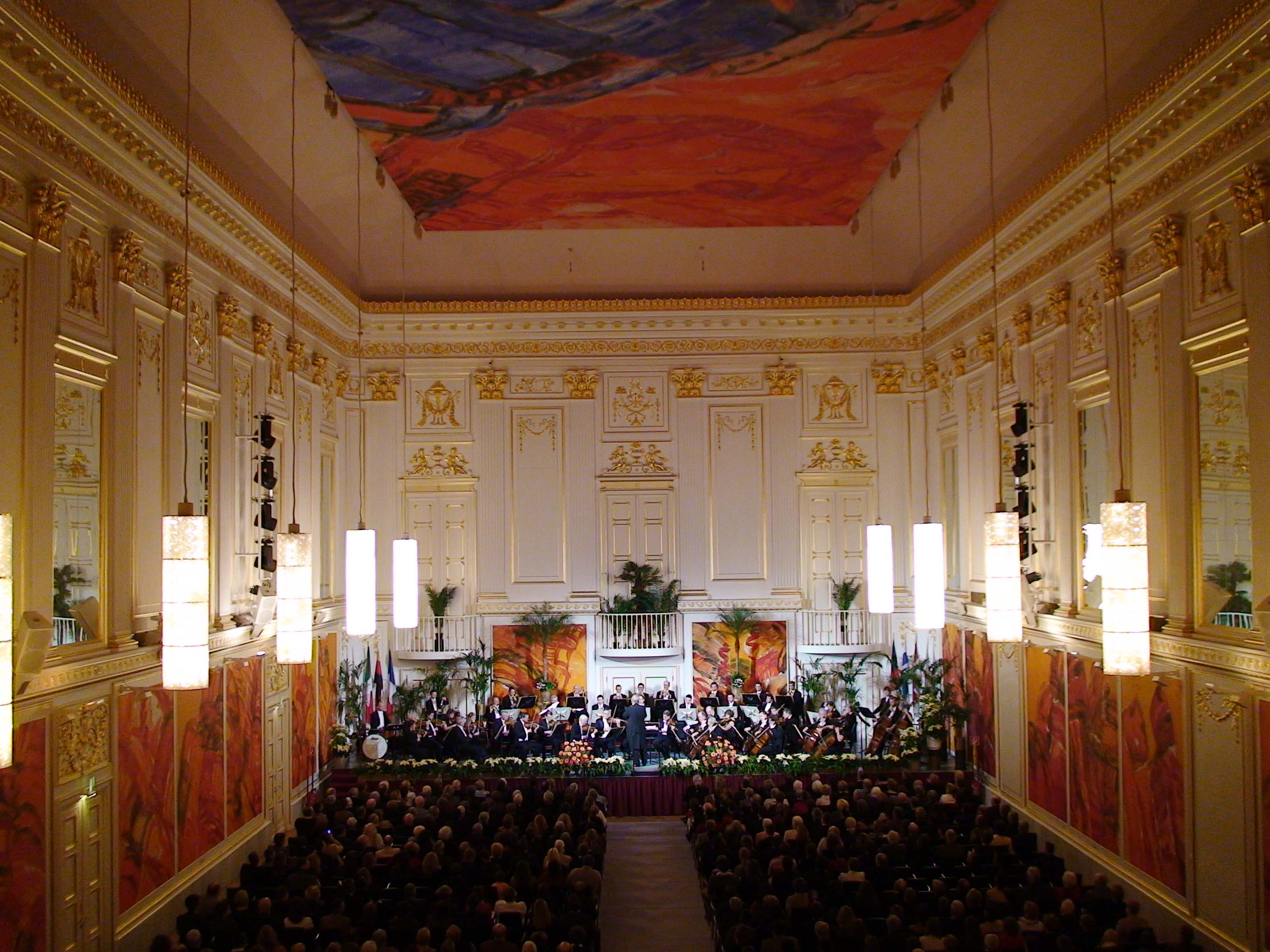
Het Wiener Hofburg Orchester in de Redoutezaal van de Hofburg te Wenen

Een hofkapel bestond uit de geestelijken en later ook de muzikanten die verbonden waren aan het hof van een wereldlijke of geestelijke vorst. De geestelijken verrichtten aanvankelijk zowel religieuze als wereldlijke taken. De door hen verzorgde liturgische vieringen vonden plaats in een ruimte of gebouw dat eveneens hofkapel werd genoemd. Vanaf de 15e eeuw werden de taken van de geestelijken overgenomen door leken, en kwam de nadruk steeds meer op de uitvoering van wereldlijke muziek te liggen. Hofkapel werd sindsdien ook de aanduiding voor uiteenlopende orkesten.

### Liturgieviering
De relikwie van Sint Maarten gaf zijn naam niet alleen aan de ruimte waar deze bewaard werd, maar ook aan de geestelijken die voor de bewaring verantwoordelijk waren. Zij werden capellani oftewel kapelaans genoemd.
Op een gegeven moment kregen zij de bevoegdheid de mis op te dragen en vervolgens ook de geestelijke jurisdictie over degenen die in het paleis verbleven. Zij werden de biechtvaders en geestelijke begeleiders van allen die de hofkapel bezochten.
De hofkapel ging in de loop der tijd steeds meer kapelaans omvatten en daarom werd een aartskapelaan aangesteld als hoofd. Dit ambt werd sinds de tijd van Karel de Grote vervuld door abten en bisschoppen, en zo werd deze functionaris een belangrijk persoon aan het hof en in het rijk.
De aartskapelaan had niet alleen geestelijke jurisdictie over de kapelaans en de leden van de hofhouding, hij behandelde ook de zaken van kerkelijke en religieuze aard die aan de soeverein werden voorgelegd. Hierdoor was de hofkapel onder de Karolingen het geestelijke centrum van de koninklijke hofhouding geworden.
Naar het voorbeeld van het Frankische hof ontstonden ook aan de hoven van andere vorsten en bisschoppen hofkapellen.

### Kanselarijtaken
Naast de bovenbeschreven geestelijke taken waren de hofkapelaans ook verantwoordelijk voor de schriftelijke overheidstaken, aangezien zij de enigen waren die de schrijfkunst beheersten. Als zodanig stelden zij de oorkondes en capitularia op. Hiermee was de hofkapel het enige geïnstitionaliseerde centrale bestuursorgaan in het Frankische rijk. De lokale tenuitvoerlegging van de wetten en verordeningen lag in handen van de graven en de zendgraven.
Aan het hoofd van de Duitse hofkapel stond sinds Lodewijk de Duitser (806-876) de aartskapelaan. Vanwege de kanselarijtaken van de kapel werd deze al snel tot aartskanselier benoemd, een ambt dat sinds 870 door de aartsbisschop van Mainz bekleed werd. Keizer Otto de Grote (912-973) moest daarnaast ook de aartsbisschoppen van Keulen en Vienne, later Trier, tot aartskanselier benoemen. Dit werden later de drie geestelijke keurvorsten. Omdat de aartskanselier vaak niet aan het hof van de koning/keizer verbleef, werden diens taken in de praktijk overgenomen door de (hof)kanselier.
De aartskapelaan van de Franse hofkapel, de Chapelle royale, fungeerde ook lange tijd als kanselier van Frankrijk. Zijn functie werd uiteindelijk rond 1550 overgenomen door de Grootaalmoezenier van Frankrijk (Grand Aumônier de France).

### Vocale muziek
Met de ontwikkeling van de vocale muziek in Frankrijk werd vanaf de 14e eeuw de term hofkapel ook toenemend gebruikt voor de zangers, die bij het opluisteren van de liturgische vieringen een steeds grotere rol speelden. De eerste vermelding als zodanig is in 1335 van de uit Fransen bestaande groep zangers aan het hof van paus Benedictus XII in Avignon. Na terugkeer in Rome werd het Koor van de Sixtijnse kapel de hofkapel van de pausen en werd de Sixtijnse Kapel de gelijknamige ruimte.
Bij de Oostenrijkse Habsburgers werd in 1296 voor het eerst melding gemaakt van een hofkapel. Deze werd door keizer Maximiliaan I in 1498 gereorganiseerd en staat sindsdien bekend als de Wiener Hofkapelle (na de opheffing in 1920 werd de traditie voortgezet door de Wiener Sängerknaben). Maximiliaans kleinzoon keizer Karel V richtte in 1515 een eigen Capilla Flamenca op, die in 1637 werd samengevoegd met de Spaanse hofkapel van de Habsburgers.

### Lekenmuzikanten
De geestelijken van de hofkapel werden vanaf de renaissance in de 15e en 16e eeuw aangevuld met steeds meer lekenmuzikanten, zowel zangers als bespelers van instrumenten. Onder leiding van een kapelmeester gingen zij geleidelijk aan een aparte afdeling vormen, die eveneens met de term hofkapel werd aangeduid.
Na de reformatie werden in de 16e eeuw aan protestants geworden hoven de katholieke geestelijken van de hofkapel vervangen door een hofpredikant. De muzikale afdeling bleef wel bestaan, of werd heropgericht. Niet zelden kwam deze onder leiding van beroemde kapelmeesters, zoals Johann Sebastian Bach aan het hof van de vorst van Anhalt-Köthen.
Aan katholieke hoven bleef de gecombineerde geestelijke en wereldlijke hofkapel bestaan tot de afschaffing van de monarchie in de Franse tijd of na het einde van het Eerste Wereldoorlog.

### Wereldlijke muziek
In de 16e eeuw werd door de hofkapel nog vooral kerkelijke muziek ten uitvoer gebracht, maar vanaf de 17e eeuw kwam daar steeds meer wereldlijke muziek, zoals tafel- en kamermuziek, bij. Sinds de tweede helft van de 18e eeuw werden de begrippen (hof)kapel en kapelmeester synoniem voor een professionele uitvoering en van muziek als kunstvorm.
Na afschaffing van de monarchie zijn vanaf de 19e eeuw diverse oorspronkelijk vorstelijke hofkapellen overgenomen door de staat en dienovereenkomstig omgedoopt tot staatskapel. Voorbeelden hiervan zijn de Staatskapelle Dresden, die in 1548 als hoforkest van de keurvorsten van Saksen werd opgericht, en de Staatskapelle Berlin, die voor het eerst werd genoemd in 1570 als de Kurfürstliche Hofkapelle van Brandenburg.
In de loop van de 19e eeuw evolueerde de term kapel verder tot de moderne betekenis "muziekkapel" in de zin van een fanfare-orkest of een blaaskapel voor mars-, dans- en feestmuziek. De carnavalsband van Prins Carnaval wordt ook wel hofkapel genoemd.